# Les noies només s'ho volen passar bé
Les noies només s'ho volen passar bé  (títol original: Girls Just Want to Have Fun) és una pel·lícula estatunidenca dirigida per Alan Metter estrenada l'any 1985. És una pel·lícula de dansa de l'estil de Footloose i Flashdance. 20th Century Fox i Lakeshore Entertainment treballaven sobre un remake de la pel·lícula i tenien contractada Michelle Morgan per escriure el script. És protagonitzada per l'actriu Sarah Jessica Parker en els seus inicis en el cinema.
Ha estat doblada al català

## Argument
Janey desembarca a ciutat amb la seva família, i ràpidament fa amistat amb Lynne. Totes dues comparteixin en efecte una autèntica passió per la dansa. Quan s'organitza una competició de dansa per parelles en una emissió de televisió, Janey i Lynne desitgen participar-hi. Però el pare de Janey s'oposa violentament a aquest projecte. The New York Times. Girls Just Want to Have Fun (en anglès).  The New York Times.

## Repartiment
- Sarah Jessica Parker: Janey Glenn
- Lee Montgomery: Jeff Malene
- Helen Hunt: Lynne Stone
- Ed Lauter: Coronel Glenn
- Shannen Doherty: Maggie Malene
- Jonathan Silverman: Drew Boreman
- Holly Gagnier: Natalie Sands
- Biff Yeager: M. Malene
- Margaret Howell: la Sra. Glenn
- Ian Giatti: Zach Glenn
- Charene Cathleen: Patty
- Terence McGovern: Ira
- Kristi Somers: Rikki

## Música
1. (Come On) Shout - Alex Brown (Marti Sharron, Gary Skardina)
2. On the Loose - Chris Farren (Glenn Frey, Jack Tempchin)
3. I Can Fly - Rainey (Duncan Pa, Mark Holding, Don Grady, Laurie Riley)
4. Dancing in Heaven (Orbital Be-Bop) - Q-Feel (Martin Page, Brian Fairweather)
5. Girls Just Want to Have Fun - Deborah Galli, Tami Holbrook, and Meredith Marshall (Robert Hazard)
6. Dancing in the Street - Animotion (Marvin Gaye, William Stevenson, Ivory Joe Hunter)
7. Too Cruel - Amy Hart (Amy Hart, Tim Tobias)
8. Technique - Rainey (Jay Levy, Jack Conrad)
9. Wake Up the Neighborhood - Holland (Tom Holland, Joey Cetner, Mike Batio)